# استان غردایه
| استان غردایه         | استان غردایه        |
| -------------------- | ------------------- |
|                      |                     |
| Algeria-Ghardaia.png |                     |
| کشور                 | الجزایر             |
| مساحت                | ۸۶,۱۰۵ کیلومتر مربع |
| جمعیت                |                     |
| جمعیت                | ۳۷۵,۹۸۸             |
| تراکم جمعیت          | ۴.۴/کیلومتر مربع    |
| شمارگان              |                     |
| شمارهٔ استان          | ۴۷                  |
| پیش‌شمارهٔ تلفنی       | ۰۲۹                 |
| تعداد فرمانداری‌ها    | ۹                   |
| تعداد شهرستان‌ها      | ۱۳                  |
| کد پستی              |                     |

غَردایه نام استان چهل و هفتم کشور الجزایر است.

## جغزافیا
مرکز این استان، شهر غردایه است.
مردم آن بیشتر از قبیله‌های عرب بنو سلیم، مزابی‌ها و آمازیغ‌ها هستند.